# Millettia galliflagrans
Espèce
Statut de conservation UICN

 VU B1+2c : Vulnérable
Millettia galliflagrans est une espèce de plantes à fleurs du genre Millettia de la famille des Fabaceae.